# Le Minot d'or
Pour plus de détails, voir Fiche technique et Distribution.
Le Minot d'or  est un film québécois d'Isabelle Raynauld, réalisé en 2001.

## Synopsis
Dans une vieille maison de Lotbinière, nous suivons le quotidien de six personnes diagnostiquées avec une déficience intellectuelle légère. Ils ont passé plus de 30 ans dans les institutions psychiatriques, une grande partie de leur vie passée dans les hôpitaux. 
Aujourd'hui ils vivent en dehors du monde hospitalier. Des questions naissent en voyant leur vie actuelle : Qui sont-ils ? Qui s'occupent de ces patients ? Comment vivent-ils ensemble ? Que veulent-ils maintenant ?

## Fiche technique[2]
- Titre : Le Minot d'or
- Titre en anglais : Blue potatoes
- Réalisation : Isabelle Raynauld
- Scénario : Isabelle Raynauld
- Production : Claude Cartier, Peter Krieger, les Productions Virage
- Image : Alain Baril
- Son : Serge fortin
- Musique : Robert Marcel
- Mixage : Henry Goodding Jr.
- Pays :  Canada - Québec
- Genre : Documentaire
- Format : Moyen métrage
- Durée : 57 min
- Date de sortie : 2001

## Récompenses
- Prix Jutra du meilleur documentaire en 2002[3],[4]